# Хиршфельд, Кристиан Кей Лоренц
Кристиан Кей Лоренц Хиршфельд (нем. Christian Cay Lorenz Hirschfeld; (16 февраля 1742 — 20 февраля 1792) — немецкий теоретик садоводства эпохи Просвещения, философ, историк, искусствовед.

## Биография
К.К.Л. Хиршфельд родился в городе Кирхнюхеле в семье священника Иоганна Генриха Хиршфельда (1700—1754) и его жены Маргарет Сибиллы (урожденная Рейнбот, 1711—1759). Образованием К.К. Л. Хиршфельда занимался сначала его отец, давший сыну необходимые знания для поступления в воспитально-образовательное учреждение для детей дворянского сословия и богатых горожан Franckesche Stiftungen в Галле, где с 1756 по 1763 годы Кристиан изучал теологию, философию, и историю искусства.
В 1765 г. К.К.Л. Хиршфельд поступает на службу к Фридриху Августу Гольштейн-Готторпскому, принцу епископу Любекскому, и становится учителем — наставником его сыновей Вильгельма Августа (1759—1774) и Петра Фридриха Людвига (1755—1829). В 1767 году К.К. Л. Хиршфельд увольняется со службы и публикует свою первую из пяти книг по «Теории садового искусства». В 1768 он приезжает в Лейпциг где работает над своей второй книгой, а в 1769 году перебирается в Гамбург. Здесь С 1771 по 1778 год К.К. Л. Хиршфельд работает редактором и публикует множество своих научных статей в крупнейшей газете Германии Kielische Geleher Zeitung и в первом научном журнале немецкоязычных стран Европы «Акты учёных» (Nova acta eruditorum). Его статьи были проиллюстрированы рисунками художниками такими как Брандт, Вайнлиг, Шурихт и Зингг, Гейзер.
В 1771 году К.К.Л. Хиршфельд женился на Шарлотте Амали фон Усманн (1740—1777), от которой в 1772 году у него родилась дочь Генриетта Джорджина Амалия, умершая в возрасте двух месяцев. В 1778 году, через год после смерти дочери, К.К.Л.Хиршфельд женился во второй раз на Шарлотте Элизабет Рик (в девичестве фон Хайн, 1748—1789).
К.К.Л. Хиршфельд похоронен на кладбище Святого Юргена в Киле.

## Теория садового искусства
В в своем знаменитом пятитомном труде «Теория садового искусства» К.К. Л. Хиршфельд представил историю садоводства как развитие национальных стилей, определяя сады «публичными монументами наций», которые «суть предметы не единого земледелия, хозяйства и благосостояния, но и вкуса народного. И если основаны и расположены по собственному своему выбору и рассудку, а не по единому подражанию другим, то могут отчасти оставлять доказательства национального характера, который в них оказывается очевидно». От садоводства, как развитие национальных стилей, К.К. Л. Хиршфельд переходит к описанию зародившихся в Англии пейзажных садов и парков.
Он выделял два типа садов: 1) Английские — «Новейшие Бритские или Аглинские парки изъявляют путешественнику нацию, которой дух стремится к вышним красотам, ухватывает великое и благородное, и охотно впускается в смелые и отважные предприятия». 2)Французские — «Склонность к красивому и замысловатому, так как и некоторый дух малости, с которым помянутая склонность легко смешивается, изображался в садах Франции». Все другие национальные разновидности садов Хиршфельд относил к одному или к другому типу: швейцарские сады похожи по стилю на английские, что отчасти объясняется сходством климата и природного ландшафта: «Сады их почти везде театры истинных естественных красот, удалены от пустых убранств и всякого бездельного мастеренья». Немецкие и голландские сады относил к французскому типу. У некоторым наций он не находил склонности к садоводству: «Гишпанец не любит сельской жизни не от легкомысленности или испорченного вкуса, но от свойственной ему вялости, которая именно и называется Шпанскою, и имеет основанием своим отчасти некое особливое смешение темперамента, отчасти национальные предрассудки».
В приложение к своему трактату Хиршфельд описал русские сады, которые относил к английскому типу: «Лучший вкус в садоводстве привился в России с началом счастливого правления императрицы Екатерины II. Сия императрица, которой было суждено усовершенствовать вкусы и изящные искусства этой обширной страны, сделала в Ораниенбауме еще в бытность великой княгиней попытку создать английский сад на лесистом участке напротив ее дворца и произвела эту пробу с изяществом и пониманием красоты, предвещавшими искусству садов весьма лестное будущее».